# Граціозна розмітка

Граціозна розмітка. Вершинну розмітку показано чорним кольором, реберну — червоним

Граціозна розмітка в теорії графів — така вершинна розмітка графу з {\displaystyle m} ребрами деякою підмножиною цілих чисел між 0 і {\displaystyle m} включно, що різні вершини позначено різними числами, і така, що, якщо кожне ребро позначити абсолютною різницею міток вершин, які воно з'єднує, то всі отримані різниці будуть різними. Граф, який допускає граціозну розмітку, називають граціозним графом.
Автором терміна «граціозна розмітка» є Соломон Ґоломб; Александер Роса був першим, хто виділив цей клас розміток і ввів його під назвою {\displaystyle \beta }-розмітка в статті 1967 року про розмітки графів..
Однією з головних недоведених гіпотез у теорії графів є гіпотеза граціозності дерев (англ. Graceful Tree Conjecture), також відома як гіпотеза Рінгеля — Коціга за іменами її авторів Герхарда Рінґеля і Антона Коціга, яка стверджує, що всі дерева граціозні. Станом на  2017 гіпотезу все ще не доведено, але простота формулювання привернула широку увагу математиків-аматорів (внаслідок чого з'явилося багато неправильних доведень), Коціг свого часу навіть охарактеризував масові спроби довести її як «хворобу».

## Основні результати
В оригінальній статті Роса довів, що ейлерів граф з числом ребер m ≡ 1 (mod 4) або m ≡ 2 (mod 4) не може бути граціозним. У ній же показано, що цикл Cn граціозний тоді і тільки тоді, коли n ≡ 0 (mod 4) або n ≡ 3 (mod 4).
Граціозні всі шляхи, гусениці, всі омари з досконалим паруванням, всі колеса, стерна, шестерні, всі прямокутні решітки, а також всі n-вимірні гіперкуби. Всі прості графи з 4 і менше вершинами граціозні, неграціозними простими графами на п'яти вершинах є тільки 5-цикл (п'ятикутник), повний граф K5 і метелик.
Граціозні всі дерева з числом вершин не більше ніж 27; цей результат отримали 1988 року за допомогою комп'ютерної програми Альдред і Маккей; удосконалення їхнього підходу (із застосуванням іншого обчислювального методу) дозволило показати 2010 року, що граціозними є всі дерева до 35 вершин включно — це результат проєкту розподілених обчислень Graceful Tree Verification Project під керівництвом Веньцзе Фана.

## Примітка
1. ↑  Семенюта М. Ф. Частинні випадки задачі граціозності графів // Компьютерная математика. — 2015. — № 2. — С. 96-102. Архівовано з джерела 2 серпня 2021. Процитовано 2 серпня 2021.
2. ↑  Virginia Vassilevska, «Coding and Graceful Labeling of trees.» SURF 2001. PostScript [Архівовано 25 вересня 2006 у Wayback Machine.]
3. 1 2  Rosa, A. Theory of Graphs (Internat. Sympos., Rome, 1966). — New York : Gordon and Breach, 1967. — 24 March. — С. 349—355.
4. ↑  Huang, C.; Kotzig, A.; Rosa, A. Further results on tree labellings // Utilitas Mathematica. — 1982. — Т. 21 (24 March). — С. 31—48.
5. ↑  Morgan, David. All lobsters with perfect matchings are graceful // Bulletin of the Institute of Combinatorics and its Applications. — 2008. — Т. 53 (24 March). — С. 82—85.
6. 1 2  Gallian, Joseph A. A dynamic survey of graph labeling // Electronic Journal of Combinatorics[en] : journal. — . — Vol. 5. — P. Dynamic Survey 6 (electronic), в 1-м издании 43 стр., в 18-м — 389 стр. Архівовано з джерела 15 грудня 2018. Процитовано 2 серпня 2021.
7. ↑  Kotzig, Anton. Decompositions of complete graphs into isomorphic cubes // Journal of Combinatorial Theory. Series B : journal. — 1981. — Vol. 31, no. 3 (24 March). — P. 292—296. — DOI:10.1016/0095-8956(81)90031-9.
8. ↑  Aldred, R. E. L.; McKay, Brendan D. Graceful and harmonious labellings of trees // Bulletin of the Institute of Combinatorics and its Applications. — 1998. — Т. 23 (24 March). — С. 69—72.
9. ↑  Fang, Wenjie. A Computational Approach to the Graceful Tree Conjecture. — 2010. — 24 March. — arXiv:1003.3045. Архівовано з джерела 15 серпня 2016. Процитовано 2 серпня 2021. См. также Graceful Tree Verification Project